# Johnny Unser
Pour les articles homonymes, voir Unser.
Johnny Unser (né le 22 octobre 1958 à Long Beach, Californie) est un ancien pilote automobile américain.

## Biographie
Fils de Jerry Unser (décédé quelques mois après sa naissance dans un accident lors des essais des 500 miles d'Indianapolis 1959), Johnny Unser s'est également lancé dans le sport automobile. Après quelques apparitions dans le championnat CART en 1993 et 1994, il rejoint les rangs de l'Indy Racing League l'année de sa création en 1996. Cette année-là, il devient le cinquième membre de la famille Unser à participer à l'Indy 500, mais est victime d'une casse mécanique dès les tours de chauffe. 
Sa première participation proprement dite à l'Indy 500 a lieu en 1997, grâce à une pirouette réglementaire des organisateurs qui décident d'admettre 35 voitures au départ et non 33 comme le veut la coutume. Les deux heureux repéchés sont Johnny et la pilote féminine Lyn St. James. Jusqu'en 2000, il a participé à trois autres éditions de l'Indy 500 ainsi qu'à plusieurs épreuves du championnat IRL.

## Famille Unser
- Son père: Jerry (mort en 1959)
- Ses oncles: Bobby et Al
- Ses cousins: Robby et Al Jr.